# Њанга (град)
Њанга је град у Зимбабвеу 105 км северно од Мутареа у Источним планинама Зимбабвеа у дистрикту Њанга, и око 265 км источно од Харареа. Претходно име је било Ињанга (Inyanga). Град се налази на надморској висини од 1,679 м.
Највиша планина Зимбабвеа Ињангани се налази 15 km од града. Њанга је популарна туристичка мета са пецањем пастрмки, голф теренима као и прелепим видицима и природом.
У околини града се налазе хотели као и Национални парк Њанга. У национално парку се налазе водопади Мтарази (760 m висок) и Њангомбе. У околини се такође налазе многобројна археолошка налазишта из Каменог и Гвозденог доба.
Уз град се налази насеље Њамхука. У околини граде се налази и највећа касарна за обуку регрута у Зимбабвеу у којем се врши обука и за друге афричке земље.
Околина Њанге је увек сматрана за место велике природне лепоте. И данас главне плантаже јабука у Зимбабвеу се налазе у околини Њанге.

## Становништво
Према попису становништва из 1982. године у граду је живело 2.973 становника. Године 2004. у граду је живело 4.850 становника. Следећи национални попис становништва у Зимбабвеу заказан је за период од 18. августа 2012. до 28. августа 2012. године.